# Wolfertschwenden
Wolfertschwenden je obec v německé spolkové zemi Bavorsko, v zemském okrese Unterallgäu ve vládním obvodu Švábsko.
V roce 2015 zde žilo 1 960 obyvatel.

## Poloha
Sousední obce jsou: Bad Grönenbach, Böhen, Lachen, Ottobeuren a Woringen.